# Piedras Coloradas
Piedras Coloradas ist eine Ortschaft in Uruguay.

## Geographie
Sie befindet sich auf dem Gebiet des Departamento Paysandú in dessen Sektor 3. Piedras Coloradas liegt östlich von Estación Porvenir und westlich von Orgoroso. In südwestlicher bzw. südöstlicher Richtung finden sich mit La Tentación und Puntas de Arroyo Negro weitere Ansiedlungen in der Nähe.

## Infrastruktur
Piedras Coloradas liegt an der Ruta 90. Ferner verläuft die Bahnstrecke Chamberlain–Salto durch den Ort.

## Einwohner
Für Piedras Coloradas wurden bei der Volkszählung im Jahr 2004 1.113 Einwohner registriert.
| Jahr | Einwohner |
| ---- | --------- |
| 1963 | 422       |
| 1975 | 486       |
| 1985 | 752       |
| 1996 | 1.104     |
| 2004 | 1.113     |

Quelle: Instituto Nacional de Estadística de Uruguay